# Matt White (Radsportler, 1983)
Matt White (* 30. April 1983) ist ein US-amerikanischer Cyclocrossfahrer.
Matt White war 2006 bei den Cyclocross-Rennen The Cycle-Smart International in Northampton, beim Highland Park Cyclo-Cross in Jamesburg und beim North Carolina Grand Prix 2 in Hendersonville erfolgreich.  In der Cyclocross-Saison 2007/2008 gewann er den Capital Cross Classic in Reston.

## Erfolge
2006/2007
- The Cycle-Smart International, Northampton
- Highland Park Cyclo-Cross, Jamesburg
- North Carolina Grand Prix 2, Hendersonville

2007/2008
- Capital Cross Classic, Reston